# Asphondylia cordiae
Asphondylia cordiae är en tvåvingeart som beskrevs av Edwin Möhn 1959. Asphondylia cordiae ingår i släktet Asphondylia och familjen gallmyggor. Inga underarter finns listade i Catalogue of Life.